# トランク (自動車)
トランク（アメリカ英語：trunk）またはトランクルーム（和製英語: trunk room）またはブート（イギリス英語：boot）とは、自動車における主要な荷台、または荷箱（ラゲッジ）、あるいは貨物室（コンパートメント）である。

## 概要
トランクは主に北米英語やジャマイカ英語で用いられ、その他の英語圏では“ブート”の呼称が用いられる。また非英語圏、特に東アジアではディッキーdickieが用いられる。それ以前の使用法では、ブートとはコーチと呼ばれる形式の馬車における、御者の座席や荷物置き場を示していた。
トランクはほとんどの場合、その車両のエンジンルームとキャビンを挟んだ反対側に置かれることが多い。乗用車ではフロントエンジンが主流となっていることから、多くの場合、トランクやラゲッジスペースはキャビン後方となっているが、ミッドシップ（en:Mid-engine design）車や、リアエンジン車では、キャビン前方に置かれる場合が多い。フロントトランクは、操舵を受け持つ前輪のホイールハウスが大きく、操舵機構の空間も必要となるためいびつな形となり、前方視界やスタイリングの面から高さも制限されるため、荷室としては使い勝手が悪い。フォルクスワーゲン・タイプ3のように、水平対向エンジンの補機類の形状と配置を見直し、エンジンルームを低く抑えてその上部空間をも荷室（2つの目のトランク）とした例や、実用性を重視した一部のミッドシップ車のように、車体の前後に荷室を備え、エンジン搭載位置から来る容積不足を克服する努力が見られる車種もある。
中型以上のバスでは、ハイデッカー車は前後輪の間の客室床下、2階建て車は後輪上部が荷室となっていることが多い。荷物の出し入れは側面の扉から行う。マイクロバスでは客室後端を荷室としているが、特に客室と分離されているわけではなく、室内とバックリッド（バックドア）の両方からアクセスできるようになっている。
トランクの開口部にはエンジンフードのようなヒンジ式の、トランクリッド（trunk lid）やデッキリッド（en:decklid）と呼ばれるフタが備わる。このトランクリッドについてもこの項で記述する。
フロントのトランクを特にフランク (frunk) という。

## 分類

### 密閉型と開放型
トランクに代表される荷室はその構造により密閉型と開放型に分類できる。
デッキリッドを持つ密閉型の荷室は、典型的なセダンやクーペによく見られる。荷室は車体の隔壁（バルクヘッド）やトリム（内装）によって客室から分離されているが、一部には、バルクヘッドに小さめの穴を空けスキーホールを設けたり、開口部をより大きく採り、後席の背もたれを前倒させてトランクスルーとすることで、長物の収納を容易にしている車種もある。
開放型の荷室は、ステーションワゴン、ミニバン、SUVなどバン形状の車体を持つものと、多くのハッチバック車に見られ、通常は「ラゲッジスペース」や「ラゲッジルーム」と呼ばれる。
密閉型の荷室は一般的にシンプルな素材がトリムの材料に用いられているが、多くのステーションワゴンは客室の延長上に荷室が存在する（トリムが目に触れる）ため、客室側のトリムに準じたより良い素材が用いられる場合もある。ステーションワゴンやSUV、典型的なハッチバックの場合にはプライバシーの保護や荷物の盗難防止のために、目隠しとなるトノカバーを取り付けることができる。トノカバーには、ロールカーテン状の巻取り式（ステーションワゴンやSUV）、板状の分割式や折りたたみ式（高級車や高額車に多く見られる。すだれ状、鎧戸状の巻取り式もある。）、バックドアからひもで吊るされる、整形されたトレイ状のもの（多くの大衆ハッチバックと、荷室の極短いステーションワゴン＝実質はハッチバック）などがあり、収納や着脱が可能である。また、ステーションワゴンやSUVでは、急ブレーキや衝突の際に荷物が乗員を襲わないよう、上部空間に張りの強い丈夫な網を取り付けることができるものもある。これは、バリアネットや、荷室に犬（猟犬やペットの大型犬）を載せる文化圏ではドッグネットとも呼ばれる。
ハッチバックを除くと、日本車の日本国内専売車には、これらの目隠しが省かれているものが多く、高額なステーションワゴンやSUVでもネットを装備しているものはほとんどない。

## 能動または受動安全
トランクの存在はその車両の能動的安全性（アクティブセーフティ）や受動的安全性（パッシブセーフティ）に寄与する。一般的に荷物を積載する場合、少量であっても客室内部ではなく隔離された空間であるトランクに積むことだけでも、衝突や急ブレーキの際に移動した荷物によって乗員が傷付く事態を防ぐことができる。
さらに、下記で示されるように何らかの方法で荷物をしっかりと固定することにより安全性が高まる。

### 荷物積載時のアクティブセーフティ
アクティブセーフティは特に部分的に荷物を積んだ車両で促進または低下する可能性がある。荷物を部分的にトランク内に積んだ場合、トランク内部の荷掛けアイ(lashing eyes)を用いて十分な固定を行うことで、激しい操縦を行った際に車体や乗員へのダメージを最小限にできる。特に激しいコーナリングを行う場合には、トランク内の部分的に積んだ荷物が不意に移動して急激な荷重の変化が起こることを予防することで、グリップを失って事故を起こすことの防止にも繋がる。
逆に言えば、固定が十分でない場合には移動した荷物によって荷重変化が発生し、ときに事故に繋がりかねないことを覚えておくべきである。
なお、軽トラックや軽ワンボックス車両などの比較的軽量な車体では、林道や農道などの未舗装路などを走る際に、後輪のトラクションを増やす目的で、車体後端付近にわざと重い荷物（時には土嚢など）を積む場合もある。

### 荷物積載時のパッシブセーフティ
もしも事故が起きてしまった場合に、トランクの荷物を荷掛けアイで十分に固定して積むことで、事故の衝撃で荷物が乗員に衝突してより厳しい事故被害を発生させるのを防ぐことができる。ヨーロッパ車、特にBMW・X3やBMW・X5、フォルクスワーゲンやアウディのさまざまな車両ではレール上を移動する荷掛けアイシステムを採用して、より柔軟に荷物の固定が行えるように工夫されていることもある。
古くから輸送用バンや航空輸送で行われているように、積載する荷物に応じて適切な積載用アクセサリーを用いることも重要である。例えば、仕切り板やバイクキャリアの使用などである。

### バリアネットや仕切りバー
開放型のトランクを持つ車両では、衝突の際に固定していない荷物から乗客を保護する目的、あるいはある程度乗客から隔離する必要のある荷物（例えば動物など）の隔壁として、簡素な金属製の仕切りバーが設けられている場合がある。固定されていない荷物に対するその他の解決としては、バリアネットの使用が挙げられる。
これらの機器は直接車体内部に取り付けられるか、トノカバーに似たロール状の着脱可能なカセットとして提供される場合がある。これらの機器の適切な使用により、交通事故や急ブレーキの際に荷物が乗員に衝突することを防ぐことができる。
バリアネットは仕切りバーに比べてはるかに少ないスペースで設置することが可能であるが、仕切りバーは多くの場合車体内部に合わせて設計されているため、バリアネットよりもタイトな荷物積載に対応できる可能性がある。

## 機能の追加
ほとんどの自動車のトランクには、トリムの裏側にさまざまなほかの装備が積載されている。これらの装備は開閉可能なハッチ（場合によっては施錠されていることもある）やカーペット、サポートボードなどを取り外すことにより、顧客や整備士によって利用される可能性がある。
- 緊急用品(三角表示板や回転灯、ブースターケーブルなど)
- スペアタイヤまたはパンク修理キット
- ジャッキとホイールナットレンチ（en:lug wrench）
- 車載工具（DIY修理の為にオーナーが自ら積み込む工具も含む）
- CDチェンジャーを初めとするカーオーディオやその他のAV機器、GPSやカーナビゲーションなど
- バッテリー（ハイブリッドカーやプラグインハイブリッドカーのものも含む）
- ヒューズボックス
- CNG/LPGタンク （bivalent engines、またはタクシーなどのLPG車）
- 折り畳み式、または三列目のシート

## 危険性
子供は（あるいはその乗り物を運行する大人であっても）トランクに閉じこめられた場合、窒息や熱中症で死亡する可能性がある。閉鎖型トランクを備える多くの車両の後部バルクヘッドには穴が空けられているが、この穴は非常に小さいため、大人の場合にはこの通路では脱出できない場合があり、逆に子供の場合にはここからトランクに入ることで外に出られなくなる可能性がある。そのため、アメリカでは2008年販売モデルから、トランク内部に暗闇でも光る蓄光塗料で塗装されたリッドリリースの装着が義務付けられた。
しかし、ハッチバックやワゴン、バン、SUVの場合には、荷室の仕切りが簡易なトノカバー程度のため、この要件からは除外されている。

## トランクリッド

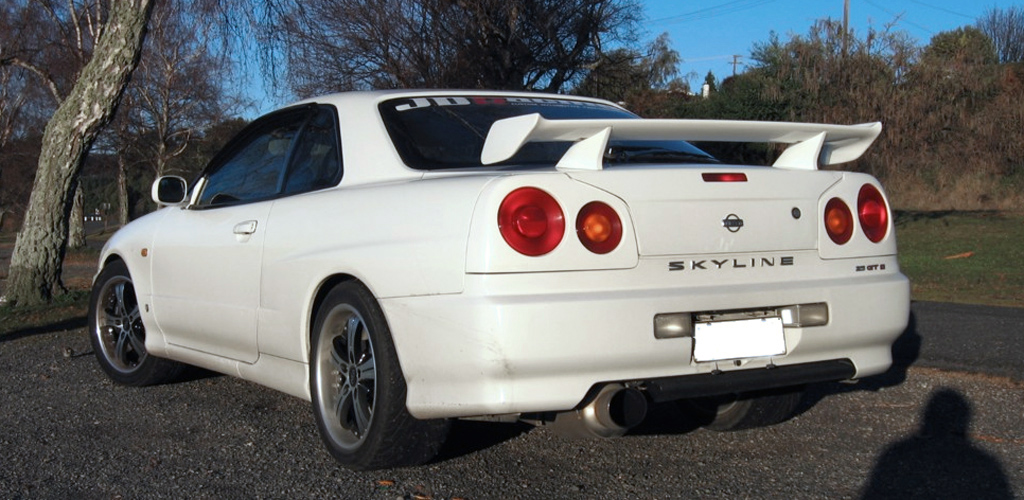
トランクリッドにリアウイングスポイラーを装着し、内蔵型ハイマウントストップランプを持つR34スカイライン

トランクリッド（英語: trunk lid）とは、モータービークルのトランクに設けられるフタであり、荷室と外部とのアクセスを司っている。英語圏ではデッキリッド(アメリカ英語: Deck lid)、ブートリッド（イギリス英語: Boot lid）と呼ばれることもある。

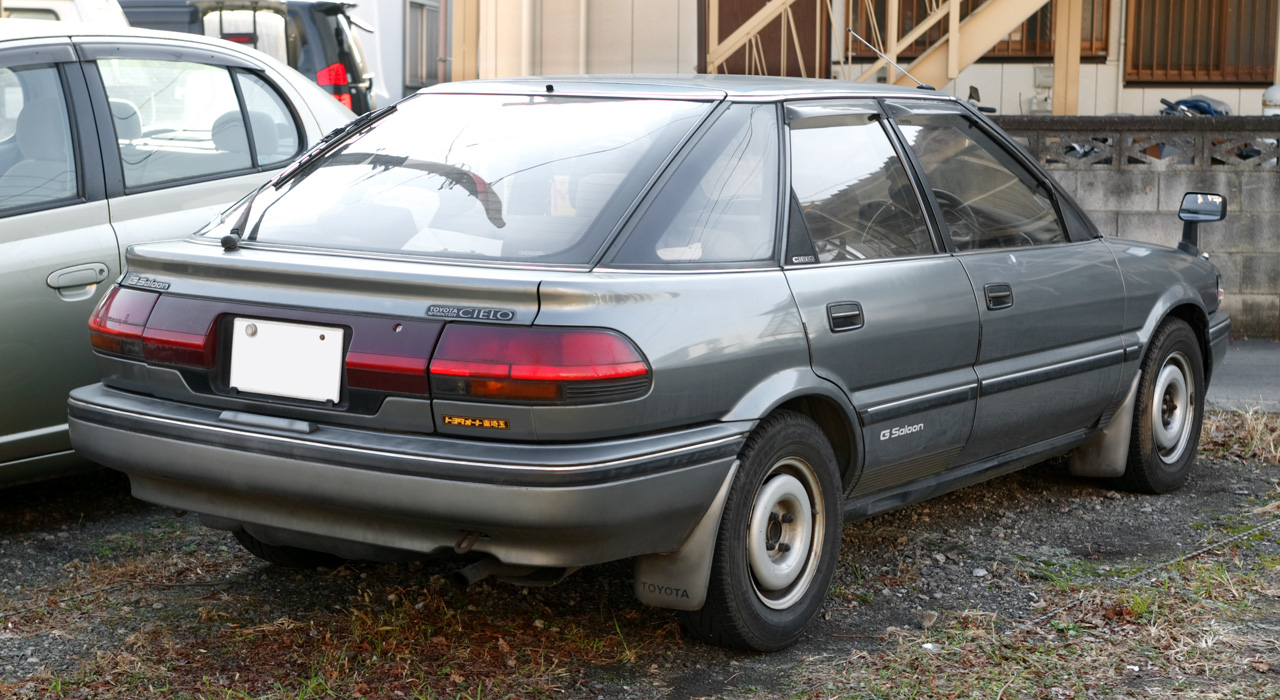
セダンのトヨタ・カローラをベースに5ドアハッチバックとしたトヨタ・スプリンターシエロ。このような場合はトランクリッドではなく、バックドアやハッチゲートなどと呼ばれる

トランクリッドという名称はセダンなどの、キャビンから完全に隔離された閉鎖型トランクを持つ車両に限られており、ハッチバックやステーションワゴンなどのキャビンと半ば一体化した開放型トランクを持つ車両の場合には、単にリアハッチやリアゲートなどと呼ばれるにとどまる。
トランクリッドはヒンジによって車体に取り付けられ、ヒンジの位置には完全開放した際に開放位置にトランクリッドを保持するためのスプリングやガスダンパーが設けられている場合もある。オーソドックスなフロントエンジンでトランクが車体後方に存在する車両の場合には、近年ではトランクリッドの中央にハイマウントストップランプが設けられることがあり、スポーティグレードなどの見た目や走りのイメージを重視した車両にはトランクリッドに装飾的なリアスポイラーが設置される場合もある。GTウイングなどの本格的な追加エアロパーツも多くはトランクリッドに設けられる。

## トランクのオプション類

### ボードやシェルフ
いくつかの車両のトランクではボード（板）やシェルフ（棚）などの装備が提供されている。それらは荷物を積むため以外にもさまざまな用途に役立つ。クライスラー・PTクルーザーに装備されているマルチポジション・リアシェルフは荷室の仕切り板や、防護柵としてのほか、ピクニックでのテーブル代わりにも使用できる。
また、シトロエン・C3のトランクには、リアシートが折り畳まれた際に利用可能な、荷室とキャビンを分類したり、床面を水平にして荷物の積み卸しを簡易にするための可動式のフロアボードが備えられている。

### 集中ドアロック
トランクのロックは場合によっては客室のロックと連動していることがある。